# Spegelduvor
Spegelduvor (Phaps) är ett litet släkte med fåglar i familjen duvor inom ordningen duvfåglar som enbart förekommer i Australien. Släktet spegelduvor omfattar tre arter:
- Fjällig spegelduva (P. chalcoptera)
- Grönvingad spegelduva (P. elegans)
- Flockspegelduva (P. histrionica)